# Mallochia frontalis
Mallochia frontalis là một loài tò vò trong họ Ichneumonidae.